# Pirro Colonna
Pirro Colonna, Pirro di Castel di Piero o Pirro di Sipicciano (c. 1500 - noviembre de 1552) fue un condotiero italiano. 

## Biografía
Hijo de Fierabraccio Baglioni y de Francesca Savelli, tomó el apellido de su mentor Ascanio Colonna, que fue quien se encargó de su educación. 
Se destacó en el ejercicio de la carrera de las armas con el intento de recuperación en 1525 del Castel di Piero de Graffignano, que la Cámara Apostólica había arrebatado a su pariente Gian Paolo Baglioni diez años antes durante la Guerra de la Liga de Cambrai. 
Tomó parte activa en los desórdenes ocurridos en los Estados Pontificios tras el Saco de Roma de 1527 y en la expedición del ejército del emperador Carlos V contra Viterbo y Florencia en 1529 durante la Guerra de la Liga de Cognac. Por orden del marqués del Vasto, dirigió las tropas que defendieron Florencia en 1537 en favor del duque Cosme I de Médici contra el ejército organizado por los cardenales Gaddi, Salviati y Ridolfi, y combatió exitosamente con las tropas españolas en la batalla de Montemurlo el 2 de agosto consolidando definitivamente el Ducado de Florencia.  
Estuvo también al servicio del emperador durante la Guerra italiana de 1542-1546: comandaba la guarnición de Carignano durante el asedio que las tropas francesas sometieron a la ciudad en el periodo que precedió y siguió a la batalla de Cerisoles en 1544, y dos años después luchaba en Alemania en la Guerra de la Liga de Esmalcalda con rango de maestre de campo.